# Charles Alexandre de Lorraine
Pour les articles homonymes, voir Charles de Lorraine.
 (janvier 2019).
Si vous disposez d'ouvrages ou d'articles de référence ou si vous connaissez des sites web de qualité traitant du thème abordé ici, merci de compléter l'article en donnant les références utiles à sa vérifiabilité et en les liant à la section « Notes et références ».

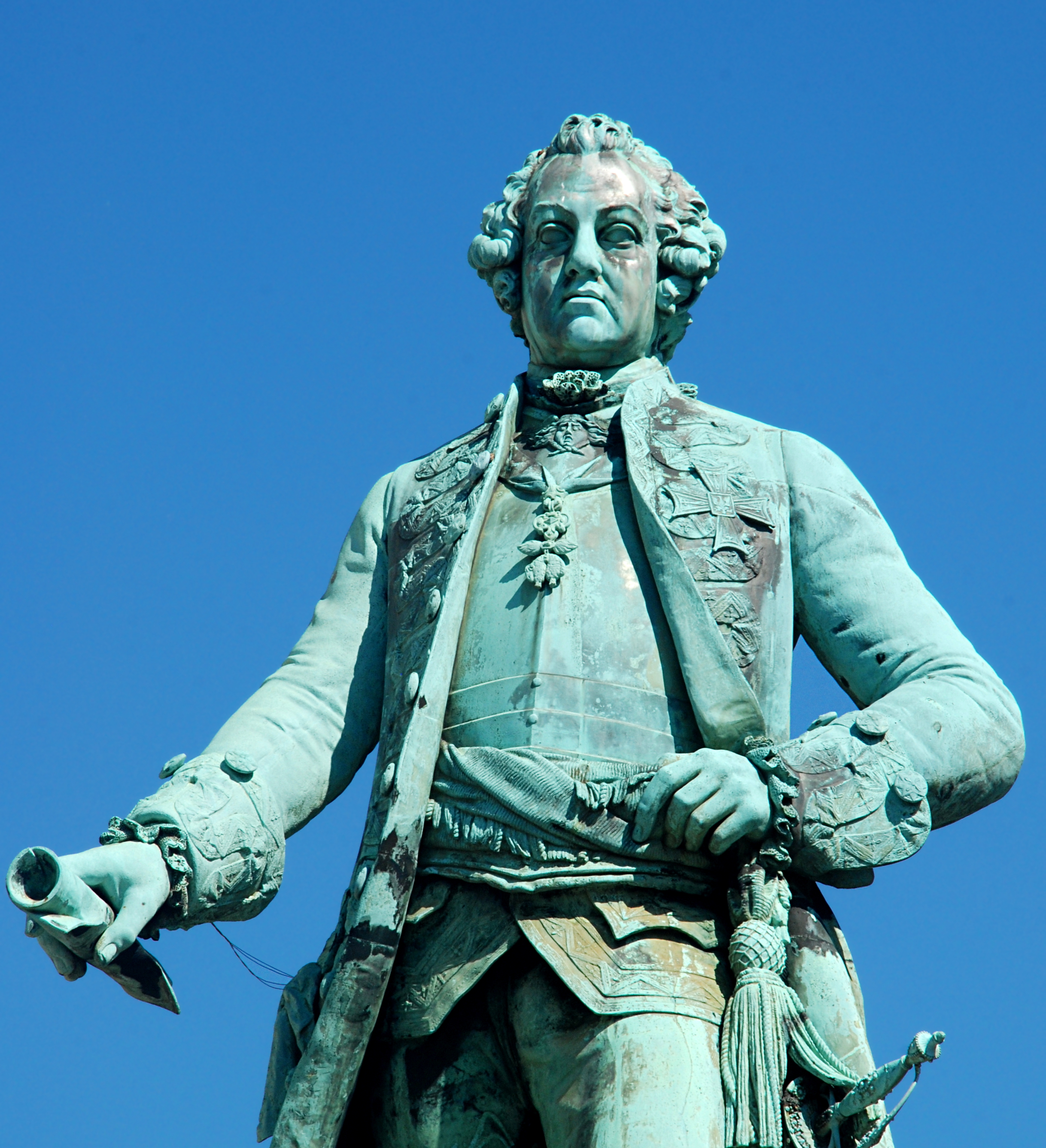
Charles-Alexandre de Lorraine, sculpté par Jehotte à Bruxelles en 1848.

Charles Alexandre de Lorraine, né le 12 décembre 1712 à Lunéville et mort le 4 juillet 1780 au château de Tervueren, près de Bruxelles, fils du duc Léopold Ier de Lorraine et de son épouse, née princesse Élisabeth-Charlotte d'Orléans.  Frère de l'empereur François Ier, est un prince lorrain au service de l'Autriche, qui a été gouverneur général des Pays-Bas autrichiens (de 1741 à 1744 et de 1749 à 1780), grand maître de l'ordre Teutonique (1761-1780) et chevalier de l'ordre de la Toison d'or.

## Biographie

### Origines: une famille européenne
Charles Alexandre est le douzième enfant de Léopold Ier, duc de Lorraine et de Bar, et d'Élisabeth-Charlotte d'Orléans, nièce du roi Louis XIV de France et sœur du régent Philippe d'Orléans.
À la naissance du prince, neuf de ses onze frères et sœurs étaient morts en bas âge : Léopold (1699 † 1700), Élisabeth-Charlotte (1700 † 1711), Louise Christine (1701 † 1701), Marie-Gabrielle-Charlotte (1702 † 1711), Louis (1704 † 1711), Josephe Gabrièle (1705 † 1708), Gabrielle Louise (1706 † 1709), Léopold-Clément (1707 † 1723), Éléonore (1710 † 1710).
Au moment où il naît, neuf enfants du couple ducal sont déjà morts. Il ne reste que Léopold-Clément de Lorraine né en 1707, François-Étienne né en 1708 et Élisabeth-Thérèse née en 1711. Une fille, dont Charles-Alexandre est très proche, naît en 1714 : Anne-Charlotte.
La duchesse, qui a supporté quatorze grossesses en 19 ans de mariage, très éprouvée par la mort de ses enfants, fait une dernière fausse-couche en 1718, à l'âge de 42 ans.
En octobre 1722, le duc et la duchesse de Lorraine mènent leurs enfants à Reims assister au couronnement de leur petit-cousin, arrière-petit-fils de Louis XIV, Louis XV. À cette occasion les princes lorrains rencontrent leur grand-mère, la célèbre princesse palatine qui, dans sa correspondance, ne tarit pas d'éloges sur leur bonne éducation et leur bon comportement, très différent de ceux des filles du régent. 

### Vicissitudes familiales (1723-1735)
En 1723, Léopold-Clément, que son père souhaite envoyer à Vienne parfaire son éducation avec l'idée de le voir épouser la fille aînée de l'empereur Charles VI, Marie-Thérèse, meurt de la variole. L'héritier est désormais François-Étienne, 14 ans, qui part donc pour Vienne à la place de son frère. Seuls restent avec leurs parents à Lunéville Charles-Alexandre et ses deux sœurs.
En 1725, une épouse est recherchée pour Louis XV, âgé de 15 ans, par le premier ministre, le duc de Bourbon. Les princesses de Lorraine pourraient être un bon parti, mais sont trop jeunes ; le choix se porte sur Marie Leszczynska, fille du roi de Pologne en exil, Stanislas Leszczynski, âgée de 22 ans et donc capable d'être rapidement mère. La cour de Lunéville, notamment la duchesses, est indignée et resserre les liens qui le lient à la cour de Vienne.
À défaut du roi, la duchesse espère marier une de ses filles au duc Louis d'Orléans, fils du régent, premier prince du sang, veuf depuis peu. Mais celui-ci refuse de se remarier.
Du côté de la cour de Vienne, on songe au mariage de Marie-Thérèse qui est éprise de François-Étienne. Mais la France ne peut envisager que le gendre de l'Empereur règne à moins de 200 km de Paris. 
La guerre de Succession de Pologne qui éclate en 1733 oppose entre autres la France et l'Autriche qui est vaincue. Dès 1735, les préliminaires de paix prévoient que François-Étienne, devenu duc à la mort de son père en 1729 sous le nom de François III, renonce à ses duchés au profit de Stanislas Lesczynski. En échange, il recevra le grand-duché de Toscane. 
Cette solution est, malgré cela, difficile à accepter pour Élisabeth-Charlotte, régente des duchés en l'absence de François-Étienne. Elle envoie donc Charles-Alexandre à Vienne, afin d'empêcher son frère d'accepter. La pression internationale et les intérêts de la maison contraignent François III à échanger ses domaines patrimoniaux contre le grand-duché de Toscane et la main de l'archiduchesse héritière Marie-Thérèse, ce qui, à terme, lui permet d'être élu Empereur.

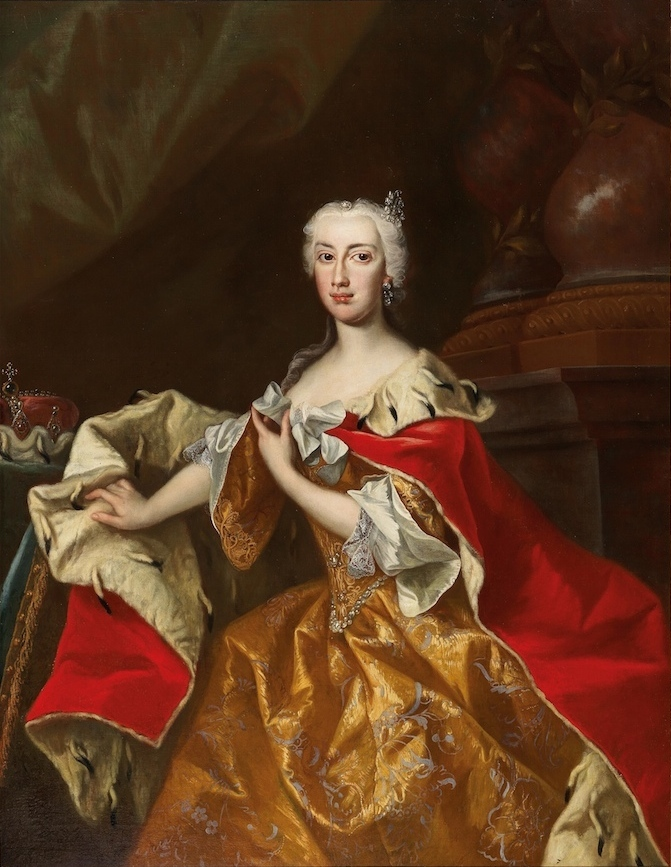
L'archiduchesse Marie-Anne.

### Mariage en famille à la cour de Vienne (1744)
Charles-Alexandre, qui ne peut plus rentrer en Lorraine, est fait maréchal d'Autriche en 1740, et nommé gouverneur des Pays-Bas autrichiens à la mort de l'archiduchesse Marie-Élisabeth d'Autriche (août 1741).
Le 7 janvier 1744, il épouse l'archiduchesse Marie-Anne d'Autriche (1718-1744), sœur de Marie-Thérèse.
En décembre 1744, Marie-Anne d'Autriche accouche d'une fille qui ne vit pas. Elle-même meurt peu après, quelques jours avant la duchesse-douarière Élisabeth-Charlotte, qui depuis 1737, était princesse de Commercy. En quelques jours, Charles-Alexandre perd donc sa fille, sa femme et sa mère.
En 1745, son frère François est élu Empereur.

### Carrière militaire
Pendant la guerre de Succession d'Autriche, déclenchée par la mort de l'empereur Charles VI en 1740, il est un des commandants de l'armée autrichienne.
En 1742, il passe le Rhin, conquiert l'Alsace et atteint la Lorraine, mais ne peut pousser son armée plus loin, Marie-Thérèse le rappelant sur le front de Bohême. Il y est battu par Frédéric II de Prusse à Chotusitz, défaite qui amène la paix séparée de Breslau. 
En 1745, la guerre ayant repris entre l'Autriche et la Prusse, il est de nouveau vaincu par Frédéric II à Hohenfriedberg en Silésie. 
L'année suivante, défendant les Pays-Bas autrichiens contre l'armée française, il est battu par Maurice de Saxe à la bataille de Rocourt (1746).
Pendant la guerre de Sept Ans, il commande de nouveau les armées autrichiennes à la bataille de Prague où il est battu. Puis, après une victoire contre une armée prussienne à Breslau en 1757, il est balayé par Frédéric II de Prusse à la bataille de Leuthen.

### Carrière politique: le gouvernorat des Pays-Bas

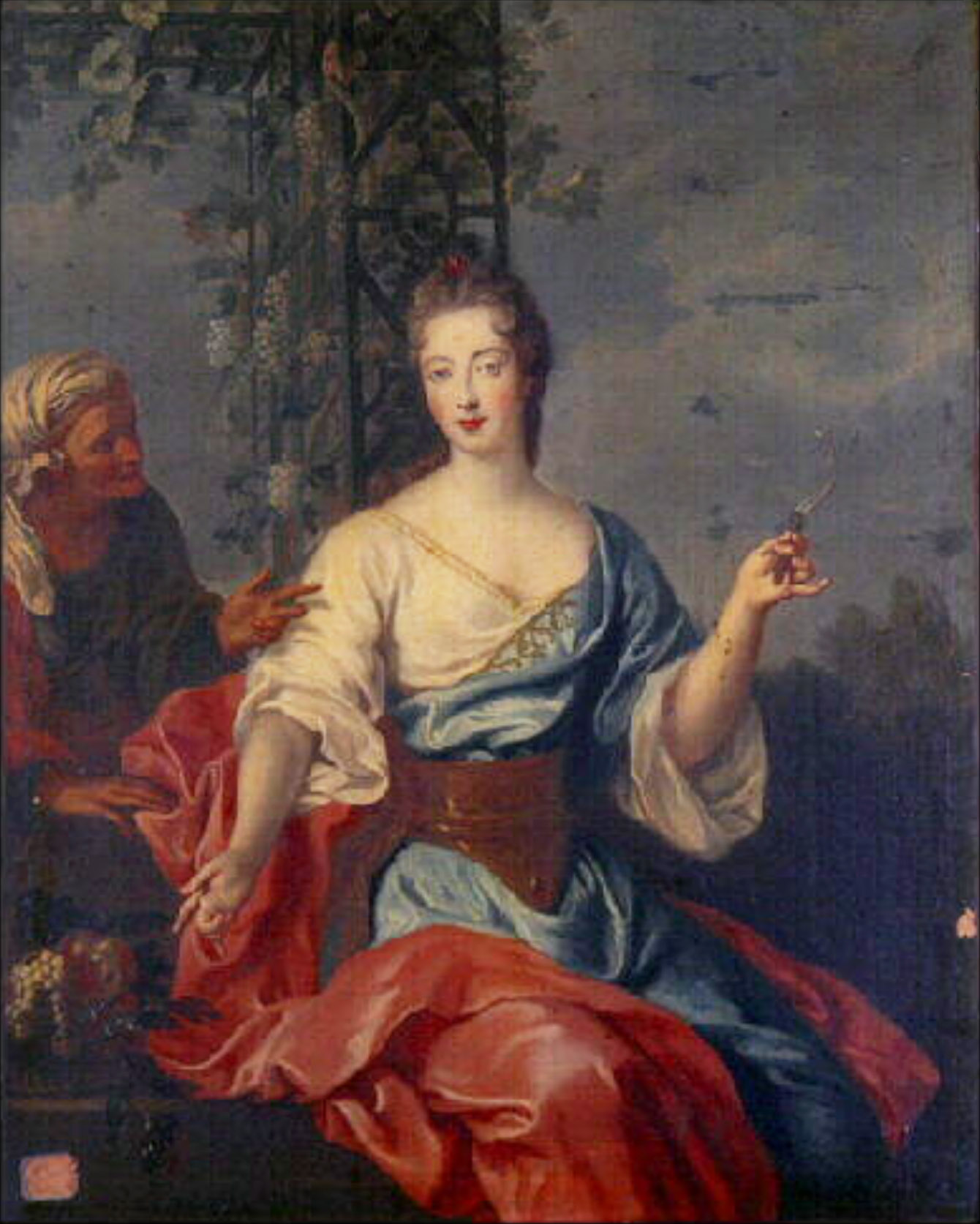
La princesse Anne-Charlotte de Lorraine.

En 1741, il est désigné comme successeur aux Pays-Bas autrichiens de la gouvernante générale, l'archiduchesse Marie-Élisabeth, qui meurt en août 1741. Cependant, en raison de la guerre de Succession d'Autriche, il ne peut rejoindre son poste qu'en 1744, après son mariage avec Marie-Anne. Entre-temps, l'intérim est assuré par le comte Friedrich August de Harrach-Rohrau.
Le jeune couple fait son entrée à Bruxelles le 26 mars de cette année. Deux mois plus tard, il reprend le commandement des armées du Rhin, laissant son épouse gouverner seule jusqu'à sa mort en décembre 1744. 
Peu après, l'occupation française (1745-1748) empêche son retour. Ce n'est que le 24 avril 1749 qu'il peut réellement entamer son gouvernorat.
Sa sœur Anne-Charlotte de Lorraine, abbesse de Remiremont, puis de Mons et d'Essen, le rejoint en 1754 à Bruxelles et fait dès lors office de première dame. Très critique à l'égard de la relation que son frère entretient avec Béatrice du Han de Martigny (en) (1711-1793), veuve de François de Choiseul, marquis de Meuse (1716-1746) qui arrive à Bruxelles en 1760 (Charles-Alexandre avait eu une liaison avec elle à Lunéville), Anne-Charlotte exerce néanmoins sur celui-ci une influence qu'elle conserve jusqu'à sa mort en 1773. 
Sans trahir les intérêts de la couronne impériale, il parvient à défendre les intérêts locaux et à faire respecter les privilèges. Il encourage simultanément le progrès des Lumières et le développement économique, en patronnant, par exemple, la création de l'Académie de Bruxelles (1772). Le peintre Jacques-Charles Oudry qui réside longtemps à la cour de Bruxelles, y devient premier peintre. Il soutient la réalisation par Joseph de Ferraris d’une carte du territoire (1770-1778) et diverses expériences techniques, industrielles et biologiques.
Successivement, le marquis de Botta-Adorno (1749-1753), le comte de Cobenzl (1753-1770) et le prince de Starhemberg (1770-1780) le secondèrent en tant que ministres plénipotentiaires. Henri Pirenne note à propos du rôle des ministres plénipotentiaires que ce sont eux qui avaient la réalité du pouvoir, Charles de Lorraine étant réduit « à des fonctions d'apparat dont son caractère facile se contente et s'amuse ». Il eut avec le second, le comte de Cobenzl - personnage orgueilleux et fastueux - des rapports quelquefois tendus. Le chef de son conseil-privé était le comte Patrice-François de Neny.
Il fut certainement le plus populaire des gouverneurs généraux des Pays-Bas autrichiens. Les Bruxellois lui doivent l'embellissement de leur ville (notamment le quartier des actuels place Royale, Parc royal, rue Royale, place Anneessens, place des Martyrs, Palais de la Nation...). En témoignage de cela, une statue à son effigie fut élevée de son vivant en 1775 à Bruxelles sur la toute nouvelle place de Lorraine, devenue depuis place Royale ; cette statue fut financée par les États de Brabant. Une large drève, longue de plusieurs kilomètres, reliant Bruxelles à Groenendael à travers la Forêt de Soignes a été baptisée en sa mémoire « drève de Lorraine ».
Ses armoiries figurent également sur l'église Notre-Dame de Bon Secours de Bruxelles, et sur le château de Heuchlingen (de) (Bade-Wurtemberg), propriété de l’ordre Teutonique, qu'il avait rénové. En effet en 1761, il fut nommé grand maître de l'ordre Teutonique.
Il meurt à l'âge de 68 ans quelques mois avant Marie-Thérèse et est inhumé le 10 juillet 1780 en l'église collégiale Sainte-Gudule à Bruxelles. Il est le dernier prince de la maison de Lorraine.
Son neveu, l'empereur Joseph II, qui n'aimait pas son apparente désinvolture, désigne pour lui succéder son beau-frère et sa sœur, le duc Albert de Saxe-Teschen et l'archiduchesse Marie-Christine.

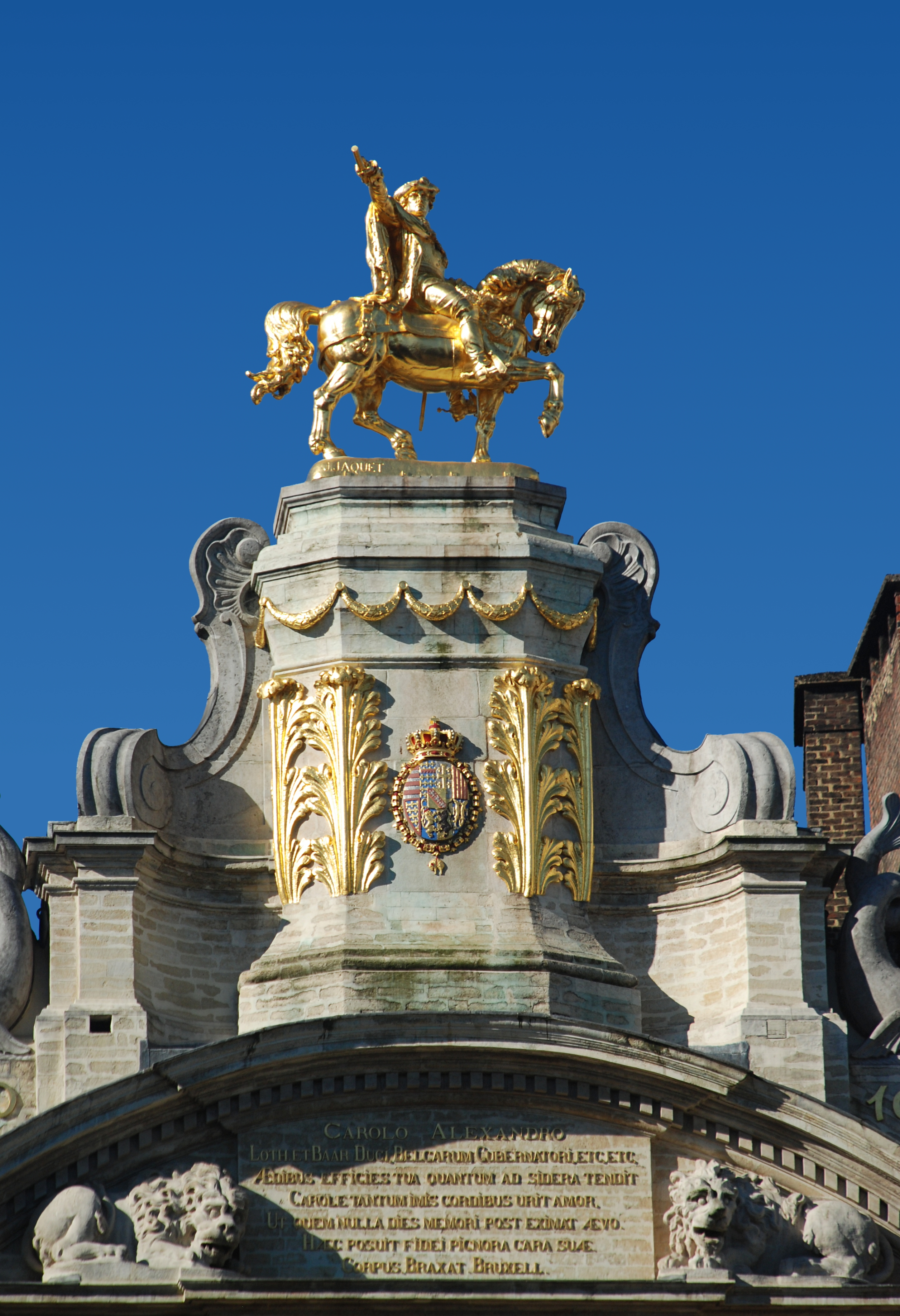
Statue équestre de Charles-Alexandre de Lorraine, Grand-Place de Bruxelles.
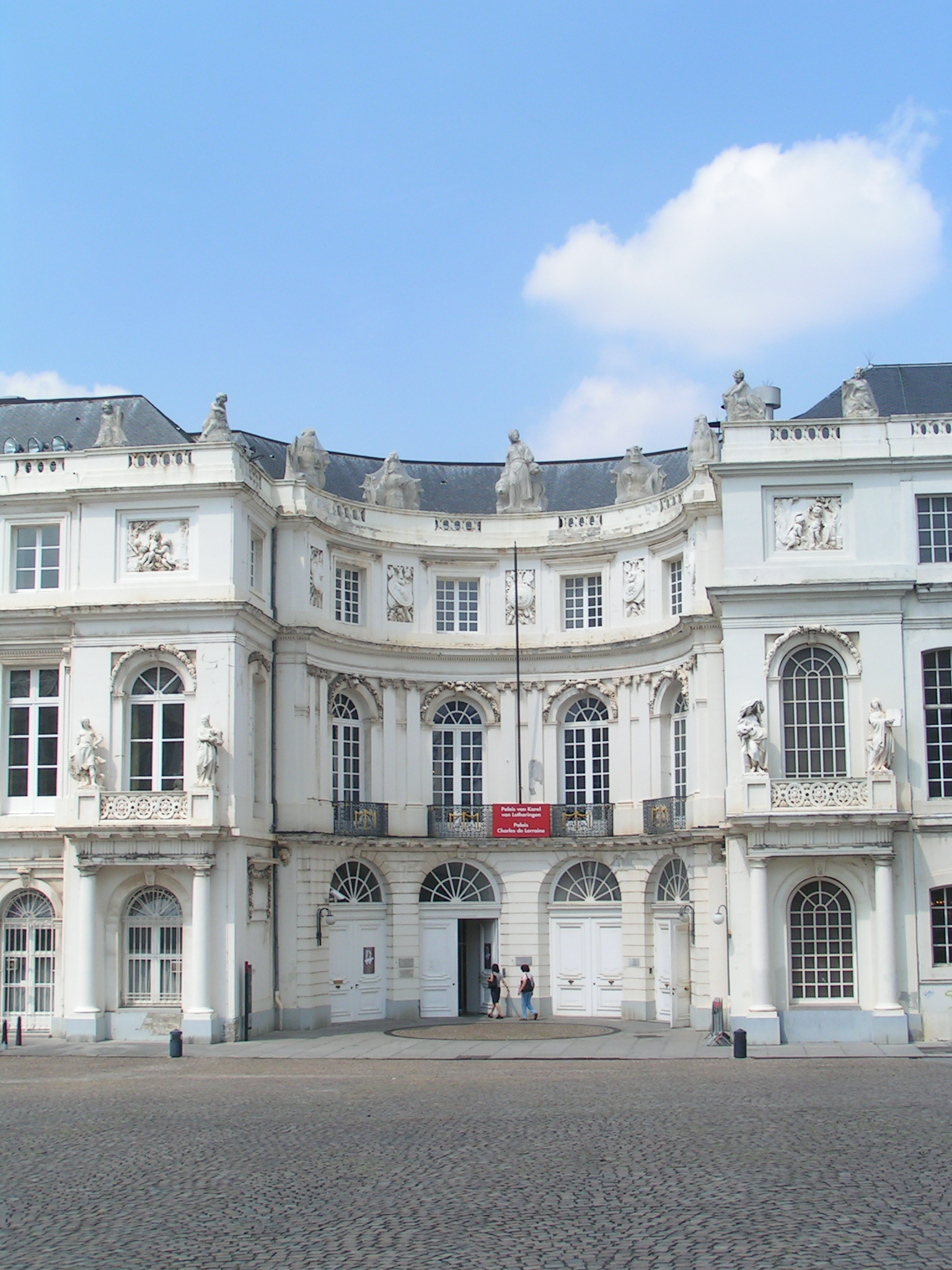
Palais de Charles de Lorraine. Façade des appartements d'été, Bruxelles.
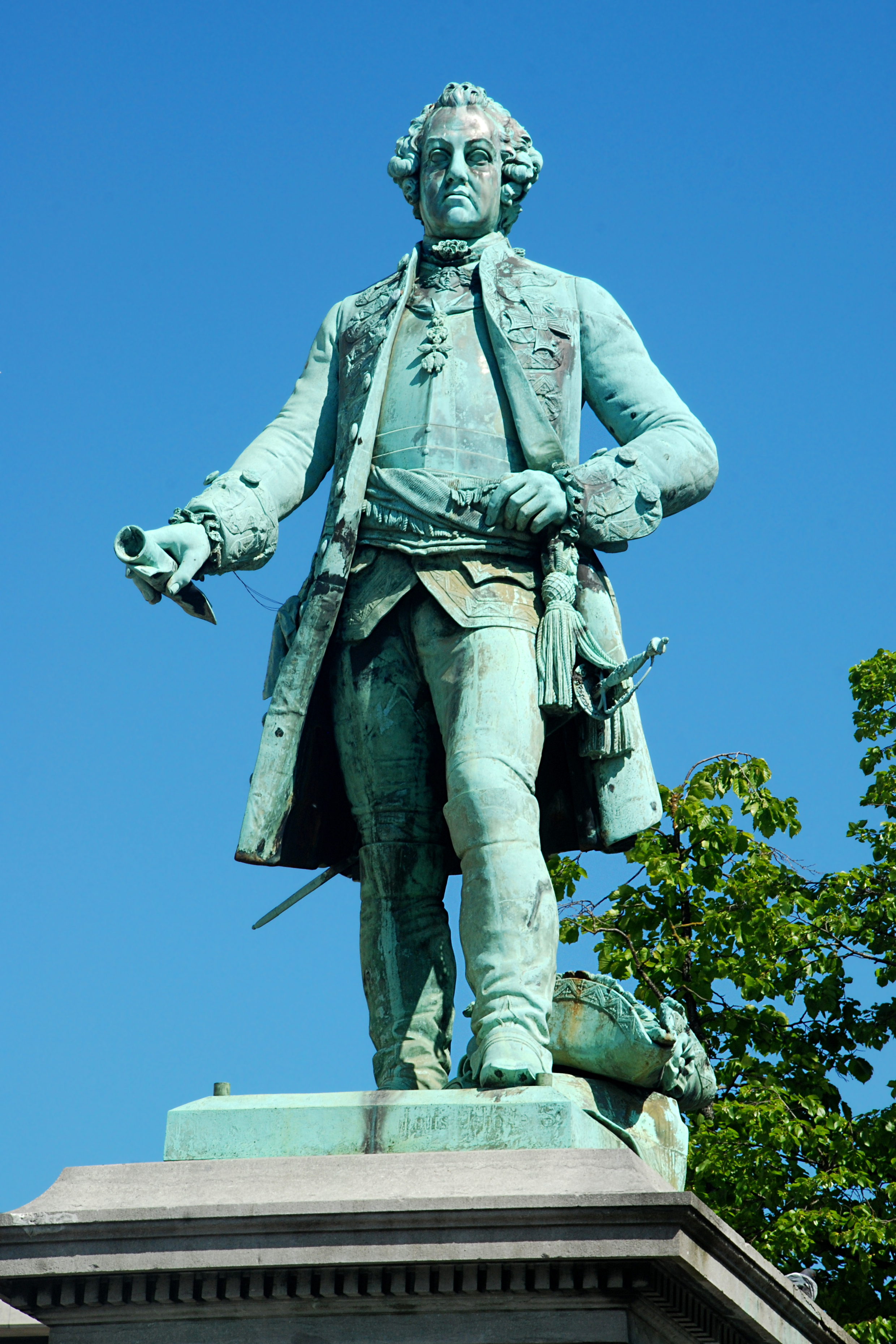
Statue de Charles de Lorraine à Bruxelles.
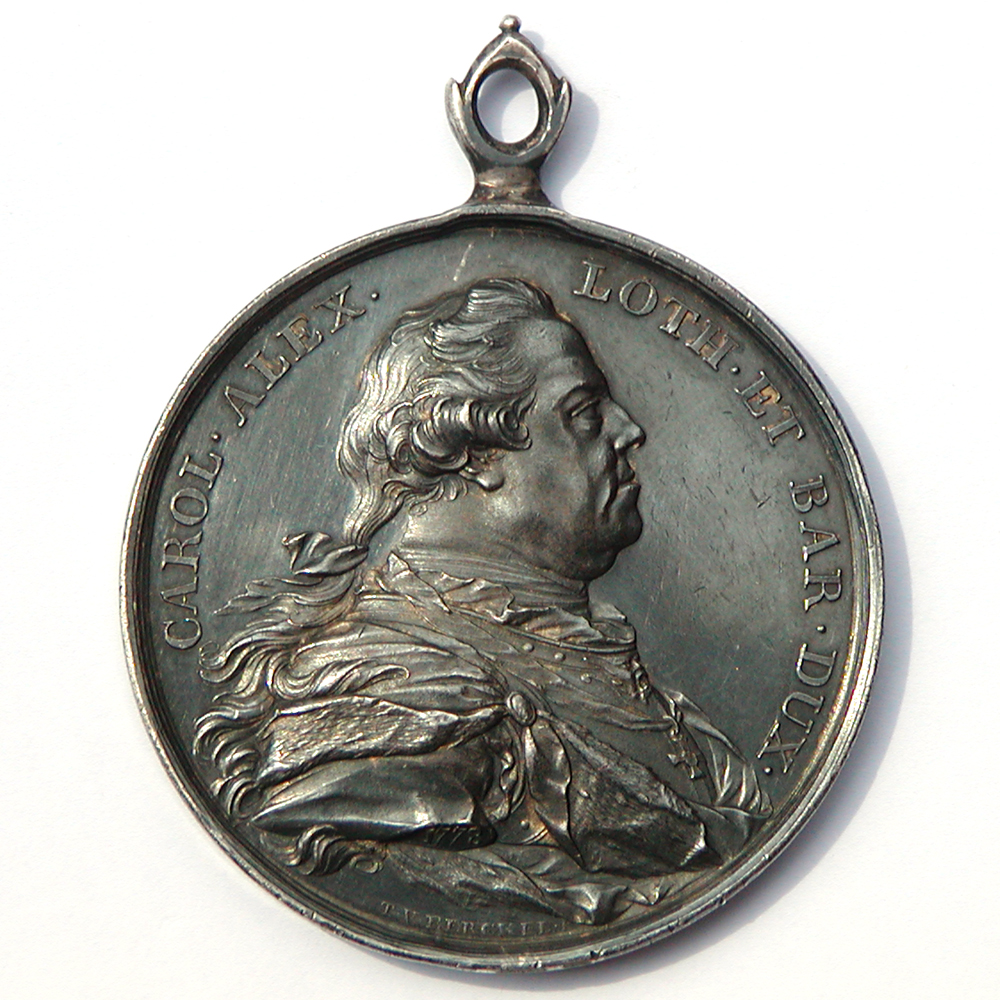
Profil.
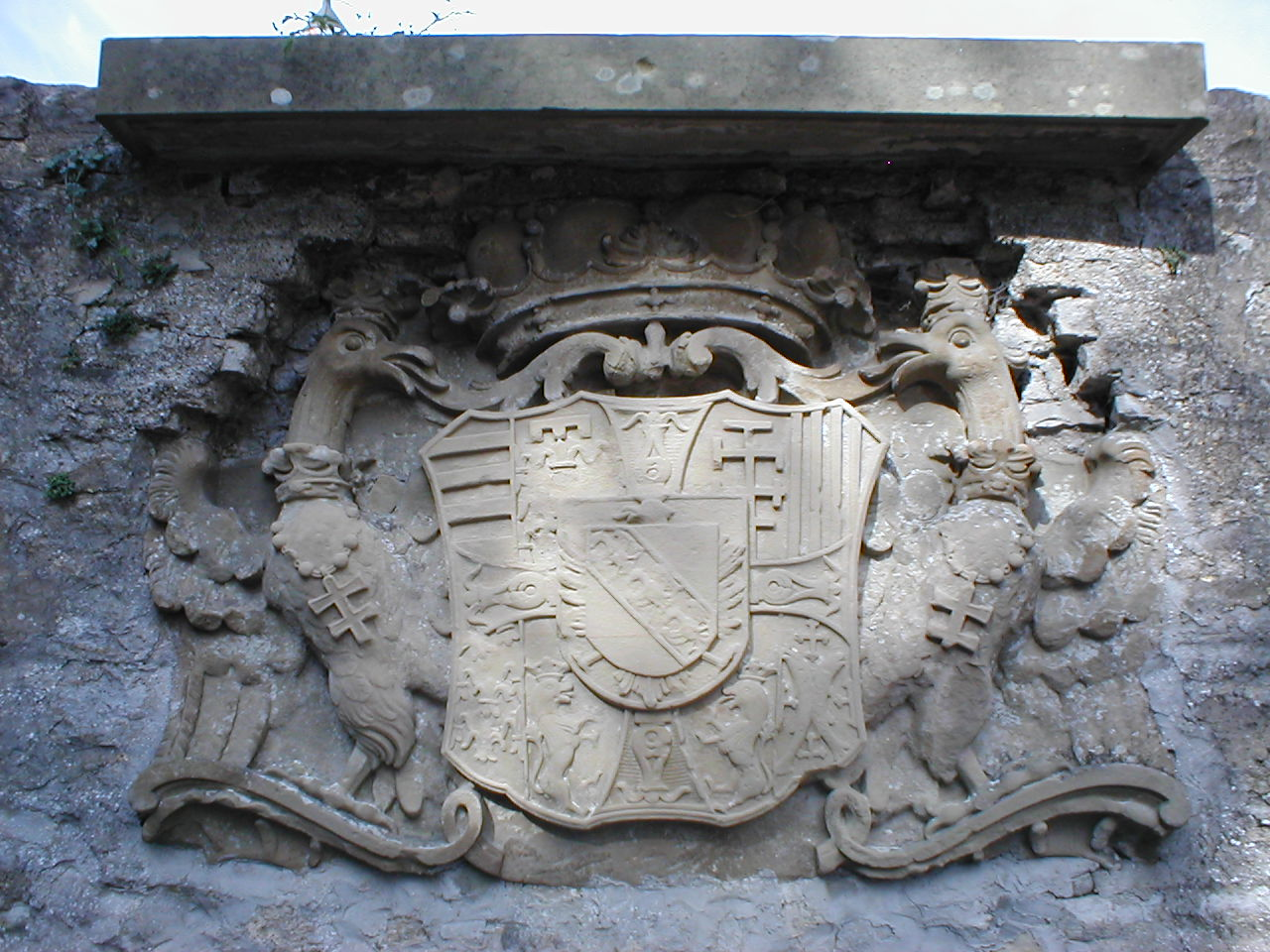
Armoiries, Heuchlingen.

## Plusieurs portraits

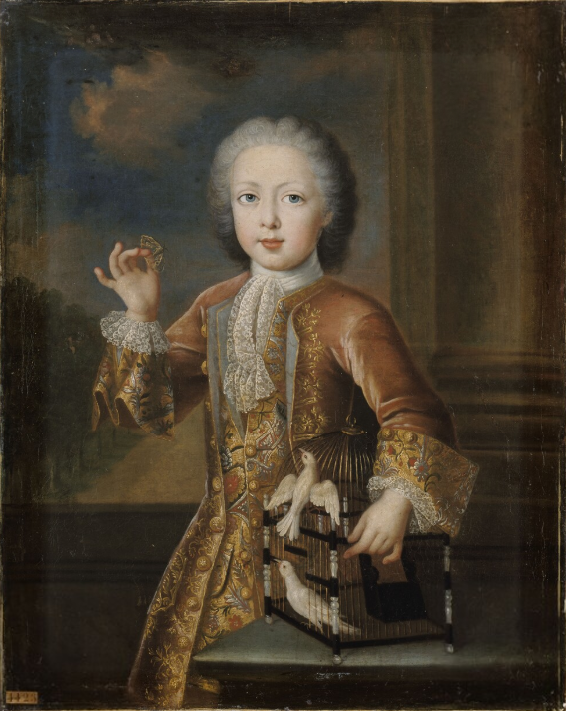
Charles Alexandre avec une cage à oiseaux et 2 oiseaux (peut-être des pigeons).
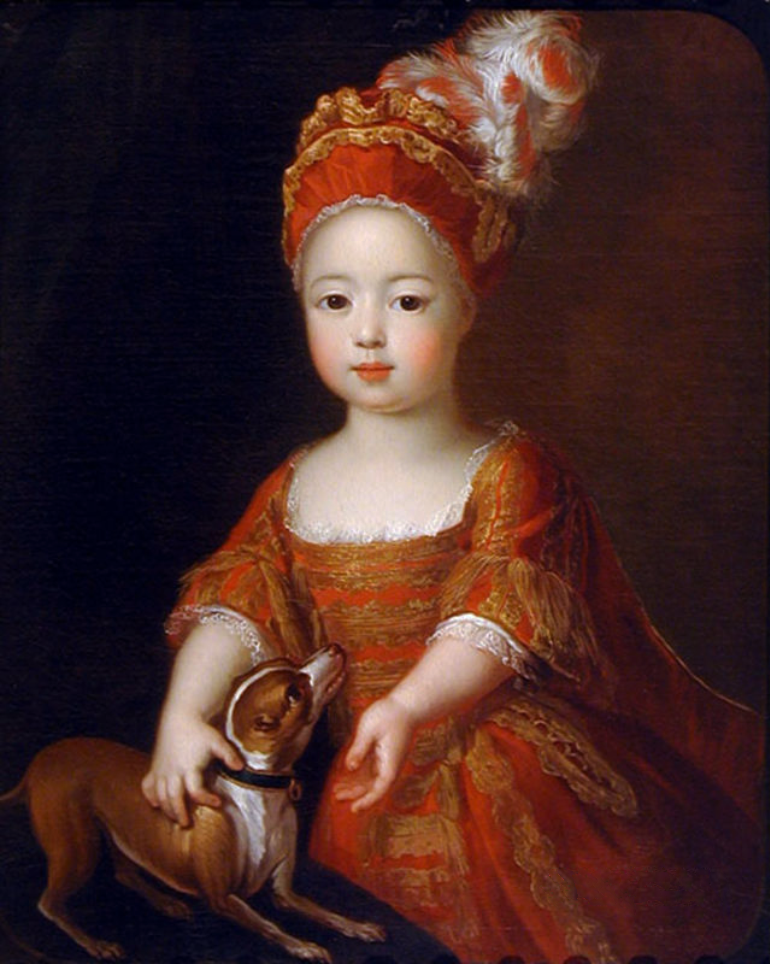
prince Charles Alexandre de Lorraine enfant, moins de 4 ans.
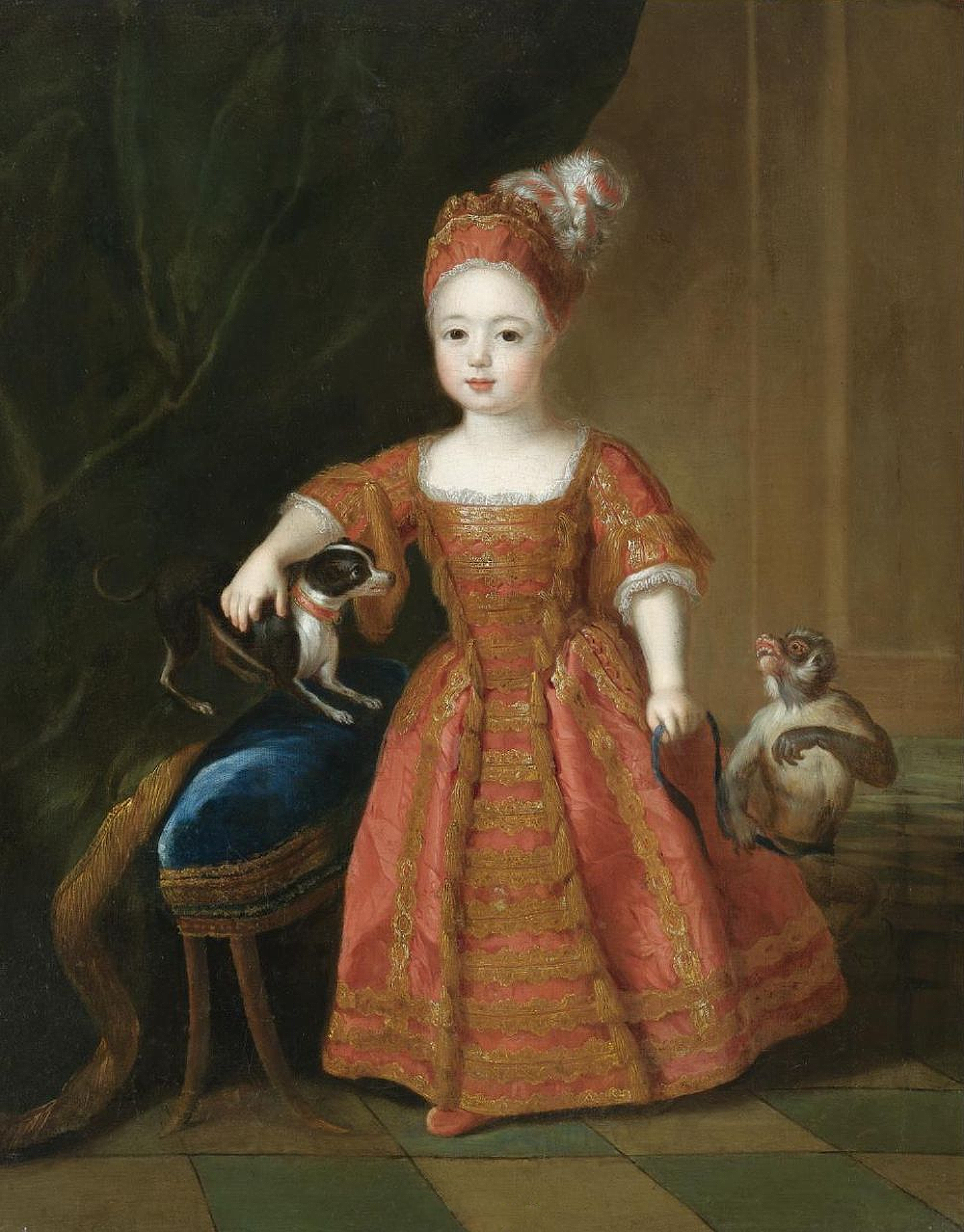
Charles Alexandre enfant.
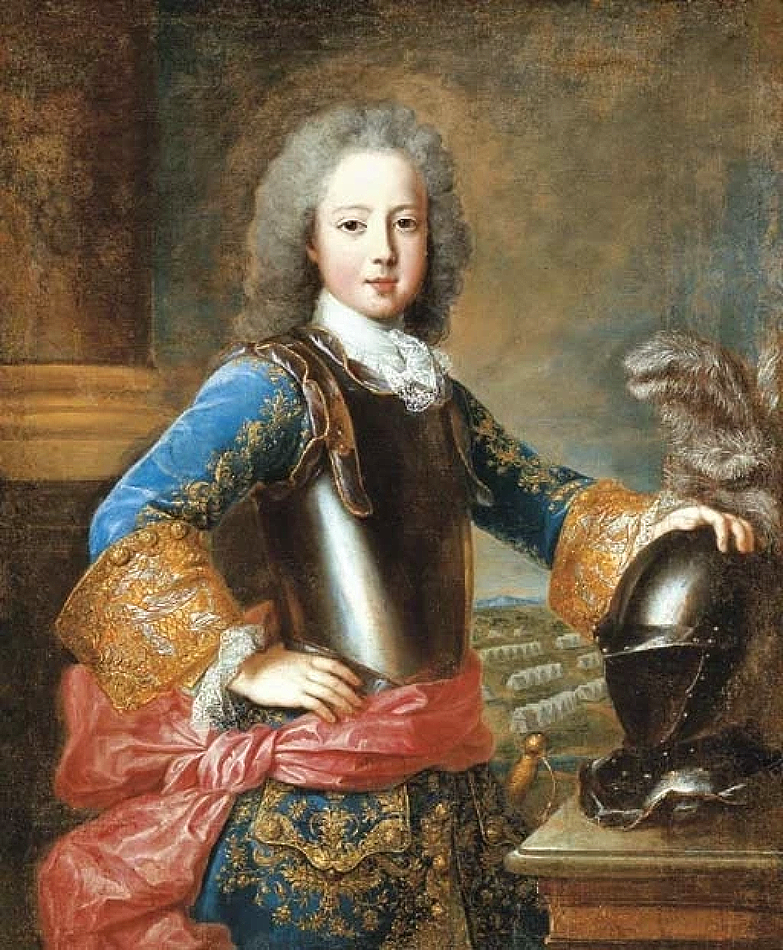
Le prince Charles Alexandre de Lorraine, debout à mi-corps à côté d'une table, la main gauche posée sur un casque à plumes, au loin se trouve un champ de bataille.
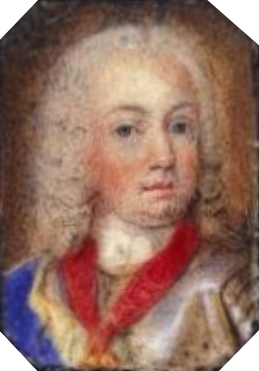
Charles Alexandre de Lorraine, miniature de peintre inconnu.
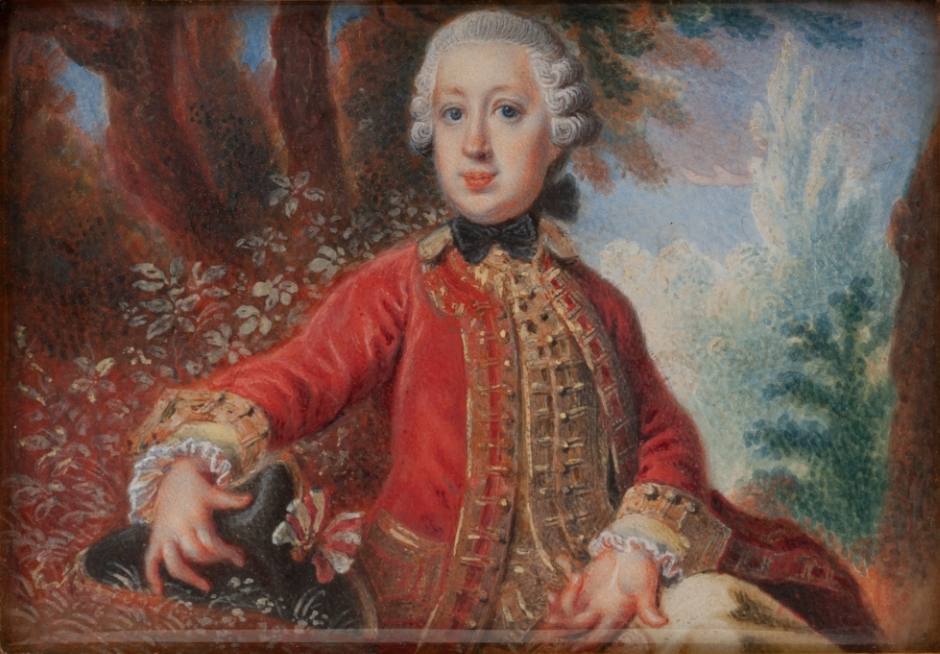
Charles Alexandre est représenté devant un fond coloré d'arbres et de buissons. L'artiste a mis en valeur son visage avec de grands yeux et des lèvres rouges pleines et brillantes.
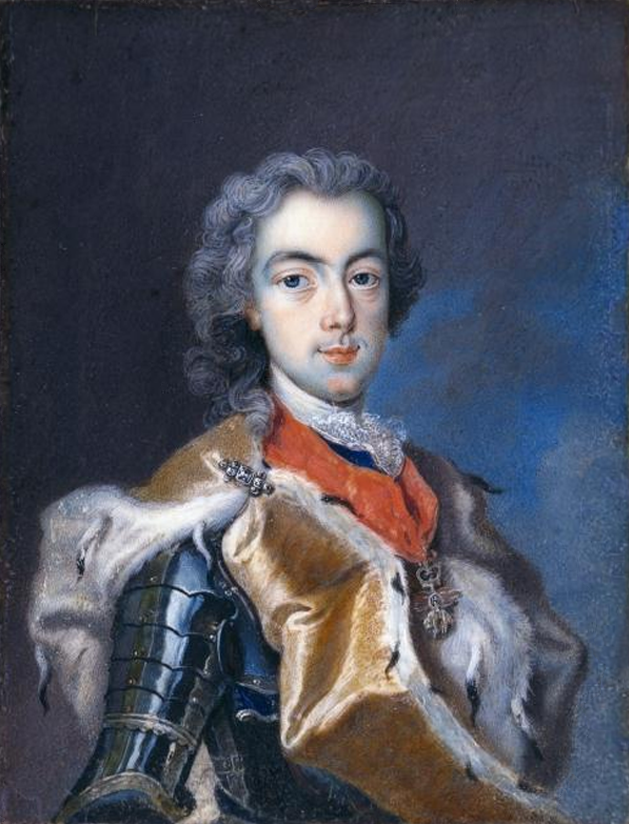
Charles Alexandre en tant que jeune homme, à 28 ans, par Jean Adam Serre.
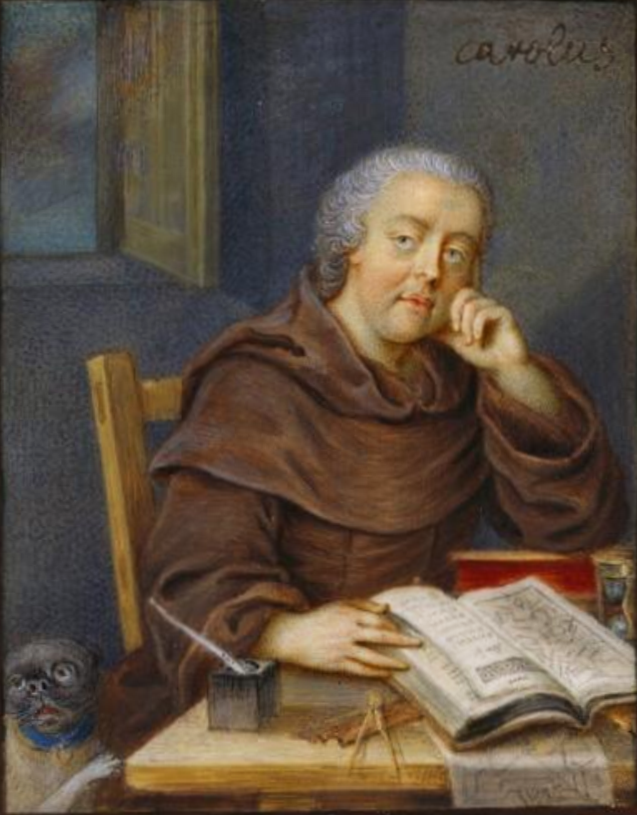
Charles Alexandre de Lorraine en costume de moine, miniature de peintre inconnu.
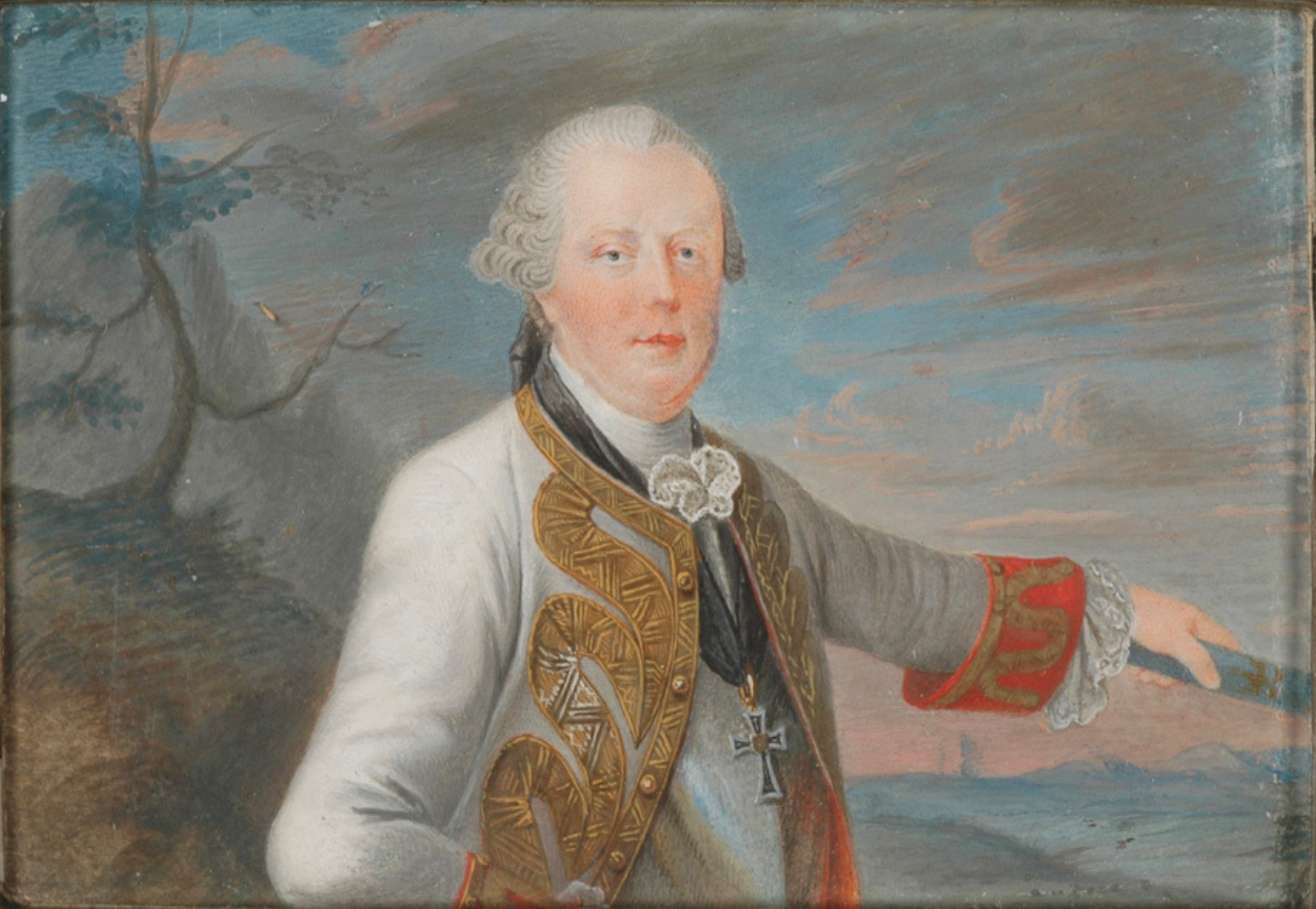
Charles Alexandre